# 雅各布·毕格罗
雅各布·毕格罗（Jacob Bigelow，1787年—1879年）为美国医生及植物学家。